# راؤول توريس (مغني)
راؤول توريس (بالبرتغالية: Raul Torres‏) هو مغني برازيلي، ولد في 11 يوليو 1906، وتوفي في 12 يوليو 1970.

## وصلات خارجية
- راؤول توريس على موقع IMDb (الإنجليزية)
- راؤول توريس على موقع ميوزك برينز (الإنجليزية)
- راؤول توريس على موقع ديسكوغز (الإنجليزية)